# Szermierka na Letnich Igrzyskach Olimpijskich 1984
Szermierka na XXIII Letnich Igrzyskach Olimpijskich w Los Angeles była rozgrywana od 1 do 11 sierpnia 1984 roku w Long Beach Convention and Entertainment Center.

## Klasyfikacja medalowa
| Lp. | Państwo           | złoto | srebro | brąz | Razem |
| --- | ----------------- | ----- | ------ | ---- | ----- |
| 1   | Włochy            | 3     | 1      | 3    | 7     |
| 2   | RFN               | 2     | 3      | 0    | 5     |
| 3   | Francja           | 2     | 2      | 3    | 7     |
| 4   | Chiny             | 1     | 0      | 0    | 1     |
| 5   | Rumunia           | 0     | 1      | 1    | 2     |
| 6   | Szwecja           | 0     | 1      | 0    | 1     |
| 7   | Stany Zjednoczone | 0     | 0      | 1    | 1     |

## Medaliści

### Mężczyźni
| Złoto                                                                                                  | Srebro                                                                                                   | Brąz                                                                                       |
| Floret                                                                                                 | |                                                                                            |
| Mauro Numa                                                                                             | Matthias Behr                                                                                            | Stefano Cerioni                                                                            |
| Włochy Mauro Numa · Andrea Borella · Andrea Cipressa · Stefano Cerioni · Angelo Scuri                  | RFN Harald Hein · Matthias Behr · Mathias Gey · Klaus Reichert · Frank Beck                              | Francja Frédéric Pietruszka · Pascal Jolyot · Patrick Groc · Philippe Omnès · Marc Cerboni |
| Szpada                                                                                                 | |                                                                                            |
| Philippe Boisse                                                                                        | Björne Väggö                                                                                             | Philippe Riboud                                                                            |
| RFN Elmar Borrmann · Volker Fischer · Gerhard Heer · Rafael Nickel · Alexander Pusch                   | Francja Philippe Boisse · Jean-Michel Henry · Olivier Lenglet · Philippe Riboud · Michel Salesse         | Włochy Stefano Bellone · Sandro Cuomo · Cosimo Ferro · Roberto Manzi · Angelo Mazzoni      |
| Szabla                                                                                                 | |                                                                                            |
| Jean-François Lamour                                                                                   | Marco Marin                                                                                              | Peter Westbrook                                                                            |
| Włochy Marco Marin · Gianfranco Dalla Barba · Giovanni Scalzo · Ferdinando Meglio · Angelo Arcidiacono | Francja Jean-François Lamour · Pierre Guichot · Hervé Granger-Veyron · Philippe Delrieu · Franck Ducheix | Rumunia Marin Mustață · Ioan Pop · Alexandru Chiculiță · Cornel Marin · Vilmoș Szabo       |

### Kobiety
| Złoto                                                                                                   | Srebro | Brąz |
| Floret                                                                                                  | | |
| Luan Jujie                                                                                              | Cornelia Hanisch                                                                                          | Dorina Vaccaroni |
| RFN Christiane Weber · Cornelia Hanisch · Sabine Bischoff · Ute Kircheis-Wessel · Zita-Eva Funkenhauser | Rumunia Aurora Dan · Monika Weber-Koszto · Rozalia Oros · Marcela Moldovan-Zsak · Elisabeta Guzganu-Tufan | Francja Laurence Modaine-Cessac · Pascale Trinquet-Hachin · Brigitte Latrille-Gaudin · Véronique Brouquier · Anne Meygret |

## Uczestnicy
W zawodach udział wzięło 262 szermierzy z 38 krajów:
- Arabia Saudyjska (7)
- Argentyna (10)
- Australia (3)
- Austria (8)
- Belgia (4)
- Brazylia (4)
- Boliwia (1)
- Chiny (18)
- Chińskie Tajpej (2)
- Boliwia (1)
- Egipt (6)
- Francja (20)
- Grecja (1)
- Haiti (2)
- Hiszpania (2)
- Hongkong (5)
- Izrael (4)
- Japonia (9)
- Jordania (1)
- Kanada (15)
- Korea Południowa (7)
- Kuwejt (9)
- Liban (4)
- Meksyk (1)
- Monako (1)
- Norwegia (6)
- Nowa Zelandia (2)
- Panama (1)
- Portugalia (1)
- Portoryko (2)
- RFN (4)
- Rumunia (11)
- Szwecja (6)
- Szwajcaria (5)
- Stany Zjednoczone (20)
- Turcja (2)
- Wenezuela (2)
- Wielka Brytania (20)
- Włochy (20)
- Wyspy Dziewicze Stanów Zjednoczonych (4)